# Любовная зависимость
Любовная зависимость, любовная аддикция — один из видов нехимической зависимости, фиксация на другом человеке. Для любовной зависимости характерны созависимые отношения между двумя аддиктами, чаще всего они возникают между любовным аддиктом и аддиктом избегания. При этом на первый план выступает интенсивность и экстремальность эмоций.
Хотя любовная аддикция не выделена из других нехимических зависимостей в DSM-5, в литературе накоплено достаточно данных, чтобы рассматривать её как отдельное психическое расстройство. При этом научных данных о лечении любовной зависимости пока что мало.
Феноменологические проявления любовной зависимости и наркомании имеют сходство, также имеются свидетельства в пользу того, что в формировании любовной зависимости и наркомании могут участвовать одни и те же зоны головного мозга и нейромедиаторы.

## История
Современная история исследования любовной зависимости начинается в первые десятилетия XX века. Фрейд, описывая своего пациента «Человека-Волка», подчёркивал его «склонность к компульсивным приступам физической любви», «компульсивную влюблённость, которая возникала и проходила внезапными приступами». В 1928 году венгерско-американский психоаналитик Шандор Радо ввёл термин «любовно зависимый» (love addict) — «человек, потребности которого во всё большей любви, помощи, поддержке растут так же быстро, как разочарованные люди вокруг неё пытаются заполнить то, что, по сути, является ужасной и ненасытной внутренней пустотой».
В 1975 году психолог Стэнтон Пил написал книгу «Любовь и зависимость». Впоследствии, однако, он заявил, что хотя книга планировалась как «социальный комментарий о том, как наше общество определяет и моделирует интимные отношения … всё это социальное измерение было исключено из рассмотрения, а любовная зависимость стала рассматриваться как индивидуальная, излечимая психопатология». В 1976 году в Бостоне стартовала 12-шаговая программа Sex and Love Addicts Anonymous («Анонимные сексуально и любовно зависимые»), созданная по образцу программы «Анонимные алкоголики». Программа существует до сих пор. В 1985 году вышла книга семейного терапевта Робин Норвуд «Женщины, которые любят слишком сильно», популяризовавшая концепцию любовной зависимости у женщин. Книга возглавила список бестселлеров 1987 года в своей категории по версии New York Times. В 2004 году стартовала программа Love Addicts Anonymous только для любовно зависимых. В русскоязычном пространстве существует сообщество Анонимные любовнозависимые. Это 12 шаговая программа для зависимых от любви, фантазий, иллюзий и отношений. Программа полностью бесплатная для участия, как и любая другая 12 шаговая программа. Она опирается на 12 традиций АЛЗ и имеет чат поддержки в Telegram.

## Современные исследования
В первом десятилетии 21 века наблюдался значительный рост публикаций о нейробиологии и нейрохимии романтической любви.  Взятые вместе, эти исследования приводят к выводу, что субъективное состояние «влюблённости» тесно связано с определёнными биологическими реакциями, происходящими в головном мозге. В этих реакциях участвуют такие вещества, как допамин, окситоцин,  вазопрессин, серотонин. Участие тех же веществ и нейроактивностей в процессах, связанных с зависимостью, надёжно установлено.